# Centrobasket 1981
El Centrobasket 1981, también conocido como el VIII Campeonato de baloncesto de Centroamérica y el Caribe, fue la 8.ª edición del campeonato regional de Centroamérica y el Caribe de la FIBA Américas. Se celebró en San Juan, Mayagüez y Caguas, Puerto Rico del 21 al 28 de septiembre de 1981.
Panamá ganó el torneo al derrotar 82-76 a Puerto Rico en el partido de desempate. Cuba ganó la medalla de bronce.

## Equipos participantes
- Cuba
- Haití
- Islas Vírgenes Estadounidenses
- México
- Panamá
- Puerto Rico (anfitrión)
- República Dominicana
- Venezuela

## Sistema de competición
Todas las selecciones disputaron siete partidos, exceptuando Panamá y Puerto Rico que tuvieron que jugar un partido de desempata para definir el primer lugar.

## Resultados

### Posiciones
| Pos.              | Equipo                         | Récord |
| ----------------- | ------------------------------ | ------ |
| Medalla de oro    | Panamá                         | 7 - 1  |
| Medalla de plata  | Puerto Rico                    | 6 - 2  |
| Medalla de bronce | Cuba                           | 5 - 2  |
| 4                 | México                         | 4 - 3  |
| 5                 | República Dominicana           | 4 - 3  |
| 6                 | Venezuela                      | 2 - 5  |
| 7                 | Islas Vírgenes Estadounidenses | 1 - 6  |
| 8                 | Haití                          | 0 - 7  |

### Campeón
| Campeón Panamá |
| Tercer título  |